# Victor Noel-Paton, Baron Ferrier
Victor Ferrier Noel-Paton, Baron Ferrier ED, DL (* 29. Januar 1900 in Edinburgh; † 4. Juni 1992) war ein britischer Offizier und Geschäftsmann.
Victor Ferrier Noel-Paton wurde 1900 in Edinburgh als Sohn eines höheren offiziellen Vertreters der indischen Regierung geboren, der zeitweise Generaldirektor für Commercial Intelligence war. Er besuche die Cargilfield School in Cramond und Edinburgh Academy. Seinen Militärdienst leistete er 1918–1919 bei den Royal Engineers. Von 1920 bis 1951 lebte er in Indien und hatte in Bombay eine ausgezeichnete Karriere in Handel und Politik. Während dieser Zeit kam er ins Management und in Führungspositionen von mehreren Firmen. Er wurde Präsident der Handelskammer in Bombay und war ein Mitglied des Bombay Legislative Council. Er diente ab 8. April 1919 längerfristig in der Bombay Light Horse der Indian Auxiliary Force und hatte dort schließlich den Rang eines Majors. Er war ein Honorary Aide-de-camp to the Governor of Bombay. Er diente von 1928 bis 1934 als Captain in der Army in India Reserve of Officer, die zu den 19th King George V's Own Lancers der indischen Armee gehörte. Er erhielt die Efficiency Decoration (ED) und war zeitweise Deputy Lieutenant von Lanarkshire. Am 24. September 1958 wurde er als Baron Ferrier, of Culter in the County of Lanarkshire, zum Life Peer erhoben und damit Mitglied des House of Lords.
1932 heiratete er Joane Mary, eine Tochter von Sir Gilbert Wiles, K.C.I.E., C.S.I. und hatte mit ihr einen Sohn und drei Kinder:
- Hon. Fiona Margaret Noel-Paton ⚭ 1967 Hon. Leslie Bruce Hacking, Sohn des Douglas Hacking, 2. Baron Hacking;
- Hon. Amanda Mary Noel-Paton ⚭ 1961 Sir Charles Fergusson, 9. Baronet;
- Hon. Frederick Ranald Noel-Paton ⚭ 1973 Patricia Anne Stirling, Tochter des General Sir William Gurdon Stirling.